# Cătălin Doman
Cătălin Petre Doman (n. 30 ianuarie 1988, Drobeta-Turnu Severin, Mehedinți, România) este un fotbalist român, care joacă pe post de mijlocaș la Slatina în Liga a II-a. Pe plan internațional, are prezențe la națională pentru România Sub-21.
Și-a început cariera la FC Argeș Pitești, pentru care a debutat în Liga I în iulie 2006, într-un meci împotriva echipei Jiul Petroșani. În returul sezonului 2006-2007 a fost împrumutat la divizionara secundă Dacia Mioveni.
În 2010, a fost cumpărat de echipa azeră Khazar Lankaran, antrenată de românul Mircea Rednic, unde a jucat timp de două sezoane. El s-a întors la FC Argeș, după care a jucat la Rapid și ACS Poli Timișoara.

## Palmares
FC Argeș Pitești
- Liga a II-a: 2007-2008

FK Khazar Lankaran
- Cupa Azerbaidjanului: 2010-2011

ACS Poli Timișoara
- Liga a II-a: 2014-2015